# GLOBEnergia
GLOBEnergia – profesjonalny, ogólnopolski kwartalnik, a także internetowy portal branżowy poświęcony odnawialnych źródeł energii oraz poszanowaniu energii. GLOBEnergia pełni rolę biuletynu informacyjnego i poradnika oraz forum ekspertów OZE.
Czasopismo przygotowane jest przez zespół praktyków doświadczonych zawodowo w poszczególnych dziedzinach OZE, w ścisłej współpracy z jednostkami naukowymi oraz przemysłowymi. Czytelnik znajdzie uporządkowane tematycznie artykuły, reportaże i opracowania naukowe. Całość wzbogacona jest praktycznymi wskazówkami dotyczącymi finansowania oraz realizacji inwestycji.
Główne obszary tematyczne czasopisma to:
- pompy ciepła,
- geotermia,
- energetyka wiatrowa,
- energetyka słoneczna,
- biomasa,
- budownictwo pasywne,
- biopaliwa,
- biogaz,
- finansowanie OZE,
- poszanowanie energii
- oraz specjalny dział poświęcony tematyce OZE znajdujących zastosowanie w rozwiązaniach gminnych.